# Northrop Grumman X-47 Pegasus
X-47A Pegasus (рус. Икс-47) — многоцелевой боевой беспилотный летательный аппарат (БПЛА) производства компании Нортроп Грумман. Первое поколение серии X-47.
Разработка X-47 начиналась как проект управления перспективных исследований Министерства обороны США J-UCAS, а сейчас представляет собой часть программы UCAS-D военно-морского флота США. Эта программа направлена на создание беспилотного самолёта, способного взлетать с авианосца. Начальная модель получила маркировку X-47A, а последовавшая за ней версия для военно-морских сил — X-47B.
Первая рабочая модель X-47A была построена компанией Барта Рутана «Scaled Composites» в Центре гражданских аэрокосмических исследований в Мохаве. Презентация состоялась в июле 2001 года, а первый полёт успешно совершён в феврале 2003 года.

## История
Военно-морской флот США не занимался разработками БПЛА до лета 2000 года. Именно летом 2000 флот подписал контракты в 2 миллиона долларов США с компаниями Боинг и Нортроп Грумман на 15-месячную программу анализа концепции.
На базе модификации X-47B предполагалась отработка концепции беспилотного малозаметного сверхманёвренного истребителя, хотя эксперты отмечают, что аппарат в ближайшие 10—15 лет не сможет выполнять тех задач, особенно ведения воздушного боя, ввиду того, что не рассчитаны точные математические модели поведения аппаратов такого класса при выполнении ими таких сложных задач.; уровень современных ЭВМ оказался недостаточным для разработки полностью автономных машин. Также, флот был заинтересован в возможности использования БПЛА с целью разведки в защищаемом воздушном пространстве для выявления целей последующих ударов.
Флот подписал с Нортроп Грумман контракт на разработку военно-морского БПЛА «X-47A Pegasus» в начале 2001 г. В отличие от модели Boeing X-45, разработка Pegasus финансировалась компанией. Работу по сборке выполняла по субподряду компания Scaled Composites, имеющая соответствующий опыт и возможности.
Разработка военно-морского БПЛА включала в себя решение множества проблем. Коррозия вследствие взаимодействия с солёной водой, взаимодействие с палубой при взлёте и посадке, интеграция систем управления и работа в условиях сильных электромагнитных помех от носителя — вот лишь основные из них.
Pegasus был продемонстрирован 30 июля 2001 года на земле и совершил первый полёт 23 февраля 2003 в центре военно-морской авиации в Чайна-Лейк, Калифорния. Программа испытаний не включала доставку оружия, но Pegasus имеет два соответствующих отсека по бокам двигателя. В каждый отсек может быть загружена бомба массой в 225 кг. 
Также Pegasus демонстрировал возможность приземлиться на палубу, хотя тормозной крюк в испытаниях не использовался. Кроме того, испытания, относящиеся к работе БПЛА с носителем, включали в себя возможность швартовки без нарушения режима малозаметности (стелс)[прояснить], а также разработку панелей управления, которые бы не могли быть повреждены сильными порывами ветра на палубе.
Первый полёт X-47A совершил 4 февраля 2003 года. По сообщению ВМС США, аппарат поднялся в воздух с базы ВВС США Эдвардс в штате Калифорния 4 февраля около 14:00 по местному времени. В ходе первого полёта, продолжавшегося 29 минут, новый палубный беспилотник поднялся на высоту в около 1,5 км с выпущенными шасси. Испытания прошли успешно, манёвры, совершённые X-47B в ходе первого полёта, «соответствовали стандартам»
Далее смотри X-47B

## Конструкция
Демонстрационный макет Pegasus выглядит как чёрный наконечник стрелы без какого-либо вертикального хвостового стабилизатора. Треугольное крыло: передний край крыла имеет угол стреловидности 55 градусов, а задний — 35 градусов. Макет имеет выдвигающееся трёхопорное шасси, с одним колесом впереди и двойным основным шасси сзади. Также он оборудован шестью управляющими плоскостями, включая два элевона и четыре «инлейда» (инлейды — небольшие структуры на закрылках, установленные на верхней и нижней границе крыла у законцовок крыльев).
Pegasus движется единственным турбореактивным двигателем с высокой степенью двухконтурности JT15D-5C от компании Пратт & Уитни (Канада) силой в 14,2 кН (такой же двигатель используется и самолётами модели Aermacchi S-211). Двигатель расположен в задней части модели с входным отверстием расположенным сверху чуть позади носовой части. Входной канал оборудован волнообразным диффузором, чтобы избежать отражения вентилятора двигателя на радаре. Впрочем, для снижения издержек производства, выхлоп двигателя направляется в обычное цилиндрическое сопло, без каких-либо технических мер для снижения заметности от средств наблюдения в инфракрасном диапазоне.
Силовые элементы планера БПЛА выполнены из композитных материалов. В общих чертах, планер состоит из четырёх основных частей, разделённых посередине; две из них наверху и две внизу.

## Тактико-технические характеристики
Общие характеристики:
- Экипаж: нет
- Длина: 5,95 м
- Размах крыла: 5,94 м
- Высота: 1,86 м
- Масса пустого: 1740 кг
- Нормальная взлётная масса: 2212 кг
- Максимальная взлётная масса: 2678 кг
- Двигатель: 1× Pratt & Whitney JT15D-5C турбовентиляторный, 1447 кг (14,2 кН)

Характеристики:
- Максимальная скорость: «высокая дозвуковая»
- Крейсерская скорость: «высокая дозвуковая»
- Дальность: 2778+ км
- Практический потолок: 12192+ м
- Тяговооружённость: 0,65

 Вооружение:
- Отсутствует